# 西藏通泉草
西藏通泉草（学名：Mazus surculosus）为玄参科通泉草属下的一个种。

## 扩展阅读
- 維基物種上的相關：西藏通泉草